# Reaktion (organisation)
 For alternative betydninger, se Reaktion. (Se også artikler, som begynder med Reaktion)
Reaktion (RKN) er en udenomsparlamentarisk, antiracistisk organisation primært i Trekantsområdet, der blev startet i 2012. Gruppen udsprang af det daværende venstreradikale-miljø i lokalområderne og blev startet på som en reaktion på Danskernes Parti deltagelse til Kommunalvalget i 2013 i blandt andet Fredericia. Gruppen valgte at etablere sig som en offentlig antiracistisk gruppe i sommeren 2013, for at kunne opnå større indflydelse og gøre nationalt og internationalt samarbejde lettere[kilde mangler]. 27. oktober 2014 afholdte gruppen deres første offentlige informationsmøde i Kolding, hvor der blev fortalt om gruppens historie, aktiviteter og politiske mål.

## Aktiviteter
Under Kommunalvalget i 2013, opsatte og uddelte aktivister fra gruppen flyers og plakater i lokalområdet information om Danskernes Parti og deres medlemmer, blandt andet Daniel Carlsen og tidligere DNSB-medlem Morten Bang Schjente som er forholdsvis partileder samt vicepartileder.
Da Danskernes Parti offentliggjorde deres årlige landsmøde i efteråret 2014 og deres planer om at bruge hashtaget #DPLM14 under landsmødet blev det mødt med massiv modstand. Reaktion indkaldte til lynaktion på de sociale medier.
I november 2014 afholdte gruppen HARDBASS MOD RACISME, en flashmob, hvor omkring 20 fremmødte gik og dansede rundt i Fredericia midtby med musik og budskaber om antiracisme og mangfoldighed. Aktionen endte med at Politiet bortviste dem fra pladsen omkring Fredericia Landsoldat.